# ۷ آوریل
۷ آوریل در تقویم گرگوری، نود و هفتمین (در سال‌های کبیسه نود و هشتمین) روز سال است. ۲۶۸ روز تا پایان سال باقی است.

## رویدادها
- ۳۹۷ - هونوریوس امپراتور روم غربی پوشیدن لباس بربرها را در شهر رم ممنوع کرد.
- ۴۵۱ - آتیلا رهبر قوم هون شهر متز در فرانسه کنونی را تصرف و شهرهای دیگر گل‌ها را مورد هجوم قرار داد.
- ۵۲۹ - اولین نسخه از بدنه قانون مدنی توسط ژوستینین یکم امپراتور روم شرقی نگارش شد.
- ۱۱۴۱ - ملکه ماتیلدا به عنوان اولین ملکه در انگلستان با عنوان بانوی انگلستان به تخت سلطنت نشت.
- ۱۳۴۸ - دانشگاه کارلف در پراگ، قدیمی‌ترین و بزرگ‌ترین دانشگاه در جمهوری چک کنونی تأسیس شد.
- ۱۷۸۹ - سلیم سوم در امپراتوری عثمانی به سلطنت رسید.
- ۱۸۳۱ - پدروی یکم برزیل از سمت خود یعنی حکومت بر برزیل استعفاء داد تا پادشاه پرتغال شود.
- ۱۹۹۲ - در جریان جنگ دوم جهانی ایتالیا به آلبانی یورش برد.
- ۱۹۴۶ - استقلال سوریه از فرانسه رسماً به رسمیت شناخته شد.
- ۱۹۴۸ - سازمان جهانی بهداشت توسط ایالات متحده تأسیس شد.
- ۱۹۸۰ - ایالات متحده روابط خود با جمهوری اسلامی ایران را قطع کرد.
- ۱۹۹۲ - جمهوری صرب بوسنی رسماً اعلام استقلال کرد.
- ۲۰۰۳ - قوای آمریکایی بغداد پایتخت عراق را تصرف کردند. دو روز بعد رژیم صدام حسین سقوط کرد.
- ۲۰۰۹ - آلبرتو فوجیموری رئیس جمهور سابق پرو به جرم نقض حقوق بشر به ۲۵ سال زندان محکوم شد.
- ۲۰۰۹ - تظاهرات گسترده‌ای در اعتراض به تقلب در انتخابات مجلس در مولداوی شروع به برگزاری کرد.

## مناسبت‌ها
- روز جهانی بهداشت
- روز زن در کشور موزامبیک

## زادگان
- ۱۹۲۸ - عفیف البهنسی، تاریخ‌نگار هنر سوری.[۱]
- ۱۹۳۱ - دونالد بارتلمی(به انگلیسی: Donald Barthelme) ‏ (۱۹۳۱ - ۱۹۸۹) نویسندهٔ و روزنامه‌نگار آمریکایی.
- ۱۹۶۷ - مهران مدیری بازیگر و کارگردان طنزپرداز ایرانی
- ۲۰۰۳ – علیه الجعار، شاعر مصری.[۲]

## درگذشتگان
- ۱۹۶۹ - رومولو گایه‌گوس، نویسنده و سیاست‌مدار ونزوئلایی.
- ۲۰۲۰ - امیره نورالدین،  شاعر و دانشگاهی عراقی.[۳]